# Municipio de Beauford
El municipio de Beauford (en inglés: Beauford Township) es un municipio ubicado en el condado de Blue Earth en el estado estadounidense de Minnesota. En el año 2010 tenía una población de 406 habitantes y una densidad poblacional de 4,35 personas por km².

## Geografía
El municipio de Beauford se encuentra ubicado en las coordenadas 43°58′42″N 93°56′54″O / 43.97833, -93.94833. Según la Oficina del Censo de los Estados Unidos, el municipio tiene una superficie total de 93.27 km², de la cual 92,21 km² corresponden a tierra firme y (1,14 %) 1,06 km² es agua.

## Demografía
Según el censo de 2010, había 406 personas residiendo en el municipio de Beauford. La densidad de población era de 4,35 hab./km². De los 406 habitantes, el municipio de Beauford estaba compuesto por el 99,51 % blancos, el 0,25 % eran asiáticos, el 0,25 % eran de otras razas. Del total de la población el 2,46 % eran hispanos o latinos de cualquier raza.